# عمر طوسون
عمر طوسون (8 سبتمبر 1872- 26 يناير 1944) هو الأمير محمد عمر طوسون ابن الأمير محمد طوسون باشا ابن والي مصر محمد سعيد باشا ابن محمد علي باشا رأس الدولة العلوية. والدته الأميرة بهشت حور وليس كما يشاع أنها الأميرة فاطمة بنت الخديوي إسماعيل وكانت زوجة والده، وجدته لأبيه الأميرة ملك بير. ولد في الإسكندرية وعاش فيها إلى جانب القاهرة.
هو أحد أشهر أمراء أسرة محمد علي الذي اشتهر بالكثير بتفوقه في الكثير من المجالات ورعايته للكثير من المحافل وأعماله الخيرية واكتشافاته وكتاباته في الجغرافيا والتاريخ والآثار وغيرها وله العديد من الكتب والخرائط بالعربية والفرنسية، وكان أول من اقترح إرسال وفد من مصر إلى مؤتمر فرساي للمطالبة باستقلالها.

## نشأته
ولد في الإسكندرية يوم الأحد 5 رجب 1289 هجرية الموافق 8 سبتمبر 1872, ولما بلغ أربع سنوات كفلته جدته لأبيه الأميرة ملك بير وعنيت بتربيته، بدأ الدراسة على يد مجموعة من الأساتذة المختارين في قصر والده ولما بلغ الحلم سافر إلى سويسرا لاستكمال دراسته وتجول في هذه الفترة في كل من فرنسا وإنجلترا بغرض السياحة فتأثر بما شاهده هنالك من التقدم العلمي والصناعي والزراعي والاجتماعي ثم عاد إلى مصر وهو يجيد التركية والعربية والإنجليزية والفرنسية.
فلما بلغ سن الرشد تولِى زمام دائرته فأدارها بنفسه ومع انشغاله بإدارة أعماله لم ينقطع عن المطالعة والبحث في مكتبته إذ كان له ولع بمطالعة كل ماله علاقة بتاريخ مصر والسودان.
اقترن بإحدى كريمات الأمير حسن باشا نجل الخديوي إسماعيل في 14 أغسطس سنة 1898م، فرزقه الله النبيل سعيد طوسون والأمير حسن طوسون ومن البنات النبيلة أمينة والنبيلة عصمت.

## شخصيته

### الأمير المصري
اشتهر الأمير عمر طوسون بوطنيته وحبه لمصر، فاعتنى بتاريخها القديم والحديث من عهد جده الأعلى محمد علي وعهد إسماعيل وكتب منه الكثير، كما تمتع بعلاقات جيدة مع أهالي مصر سواء العامة منهم أو رؤساء الأسر والعشائر منهم.

### الأمير المسلم
تميز الأمير طوسون في علاقاته مع إخوانه المسلمين أينما كانوا، فقدم لهم المنح والمساعدات ما استطاع إلى ذلك سبيلاً. كما تميز بتسامحه تجاه أبناء الأديان الأخرى في أي مناسبة إنسانية تجمعه بهم، ومن خلال تعامله معهم كانوا يرون فيه المسلم الحق؛ لما اتصف به من أخلاق كريمة وفاضلة.[بحاجة لمصدر]

### الأمير الشرقي
كان الأمير عمر طوسون على قدر عال من الوطنية والانتماء لوطنه مصر، وفي المقابل وبنفس المستوى كان يعتز بشرقيته ومن الأقوال التي عرفت عنه في هذا الشأن: (الشرق شرق والغرب غرب، لا للتبعيد والتفريق بينهما).

## نشاطاته

### عضوياته
كان الأمير عمر طوسون مشتركًا في العديد من الهيئات العلمية، وكان له مكانة رفيعة عند الجمعيات الأدبية والدوائر القائمة على نشر الثقافة والعلوم في أنحاء مختلفة من الشرق، ومن الهيئات العلمية التي كان مشتركًا فيها الآتي:
- المجمع العلمي المصري.
- الجمعية الجغرافية الملكية.
- المجمع العلمي العربي في دمشق.
- جمعية الآثار العربية.
- جعية الآثار القبطية.[3]

### الجمعية الزراعية الملكية
رأس الأمير عمر طوسون الجمعية الزراعية الملكية سنة 1932، التي تخصصت في شئون الزراعة في مصر والعمل على تنمية الإنتاج الزراعي والحيواني. وفي عهده أجريت التجارب على مختلف الأراضي الزراعية وطرق إصلاحها وما يناسبها من الأسمدة، وأنتجت عدة سلالات من القطن والقمح والشعير، وأقيمت لأول مرة في مصر تحت إشرافه تجارب الصرف الجوفي وتأثيره على جذر النبات ونموه، واهتم طوسون ببحوث الحشرات، وأعلن عن تقديم جائزة مالية قدرها خمسة عشر ألف جنيه لمن يبتكر علاجا لإبادة دودة القطن، وشجع الجمعية على إعداد كميات كبيرة من التقاوي الممتازة للمحاصيل الرئيسية لتوزيعها على المزارعين.

### الكشوف الأثرية
في عام 1910 اكتشف غاستون غونديه، كبير مهندسي مصلحة الموانئ والمنائر، ميناء فاروس القديم ووصف حواجز الأمواج والمنشآت العملاقة المغمورة تحت السطح بنحو 8 أمتار. وكان هذا الاكتشاف مفاجأة كبرى لعدم توافر أدلة تاريخية قوية على وجود مثل هذه المنشآت وقام عمر طوسون وغاستون غونديه بطرح ونشر نظريات وتفسيرات لاكتشافاتهما في الجمعية الأثرية بالإسكندرية.
```
وفي أوائل الثلاثينيات بدأ عمر طوسون العثور على أديرة أو بقايا أديرة أثرية مهمة تقع جميعا على خط رحلة 
العائلة المقدسة
، وبلغ عدد الأديرة التي اكتشفها الأمير عمر طوسون 52 ديرا.
وفي أواخر الثلاثينات، أخبر أحد الطيارين الأمير عمر طوسون أنه رأى أثناء طيرانه فوق الخليج بقايا أثرية تغطي مساحة واسعة تحت الماء. وتمكن طوسون، بفضل إرشاد الصيادين المحليين ومعونة الغواصين، من تحديد موقع عدة هياكل ضخمة وانتشال تمثال لرأس الإسكندر الأكبر يعرض الآن في 
المتحف اليوناني الروماني
.
```

## مؤلفاته
1. أربع رسائل طبعت في نحو سنة 1925م وأُعيد طبعها مرارا (الصنائع والمدارس الحربية والبعثات العلمية والجيش المصري البري والبحري).
2. مصر والسودان 1927م.
3. كلمات في سبيل مصر 1928م.
4. مذكرة عن مسألة السودان بين مصر وإنجلترا 1929م.
5. ضحايا مصر في السودان وخفايا السياسة الإنجليزية (للمطلع محزون), طبع على نفقة الأمير 1935.
6. مالية مصر من عهد الفراعنة إلى الآن 1931.
7. الجيش المصري البري والبحري في عهد محمد علي باشا 1931م.
8. الصنائع والمدارس الحربية في عهد محمد علي باشا 1932م.
9. بطولة الأورطة السودانية المصرية في حرب المكسيك 1933.
10. يوم 11 يوليو سنة 1882م طبع عام 1934م.
11. البعثات العلمية في عهد محمد علي باشا ثم في عهدي عباس الأول وسعيد. 1934م
12. الأطلس التاريخي الجغرافي لمصر السفلى أي الوجه البحري منذ الفتح الإسلامي إلى الآن 1934.
13. الجيش المصري في الحرب الروسية المعروفة بحرب القرم 1853-1855، طبع سنة 1936.
14. تاريخ مديرية خط الإستواء المصرية من فتحها إلى ضياعها من سنة 1896 إلى 1889 م

## أراؤه

### في الإصلاح الاجتماعي
يرى الأمير عمر طوسون أن الإصلاح الاجتماعي يرتكز على أسس متعددة في نواحي مختلفة، منها:
- القضاء على الخصومات والمنازعات والخلافات السياسية والدينية.
- نشر التعليم؛ لأهميته في بناء الأجيال.
- الاهتمام بالصناعات على اختلاف أنواعها وخاصة المتعلقة بالإنتاج الزراعي والماء والكهرباء.
- الاهتمام بالنواحي الصحية مثل: العمل على الوقاية من الأمراض، ونشر ثقافة ممارسة الرياضة، وتطبيق النظافة في الميادين العامة.
- توظيف الوعظ والإرشاد الحسن في الدعوة إلى الأخلاق الفاضلة بما يزيد من انتشارها، إلى جانب زيادة التماسك الديني.[4]

## وفاته
توفي الأمير عمر طوسون يوم الأربعاء (30 من محرم 1363 هـ - 26 من يناير 1944 م)، وكانت وصيته ألا تقام له جنازة، ونفذ له الملك فاروق وصيته، مقتصرا على تشييع الجثمان الذي شارك فيه الوزراء والأمراء وكبار رجال الدولة.